# Bruce Alexander
Bruce John (Bruce) Alexander (Watford, 28 mei 1946) is een Engels acteur, die vooral bekend werd als commissaris Norman Mullett uit de politieserie A Touch of Frost.
Ook speelde hij rolletjes in films als Tomorrow Never Dies, The Long Good Friday en Nostradamus. Tevens speelde hij gastrollen in onder andere Midsomer Murders, EastEnders, The Bill en Heartbeat.

## Filmografie
- Z-Cars Televisieserie - Krystofik (Afl., Defection, 1973)
- Play for Today Televisieserie - Jonge man (Afl., The Network, 1979)
- Juliet Bravo Televisieserie - Dokter (Afl., Fraudulently Uttered, 1980)
- The Long Good Friday (1980) - Mac
- Giro City (1982) - GNH-advocaat
- The Professionals Televisieserie - Rechercheur (Afl., The Ojuka Situation, 1983)
- This Is David Lander Televisieserie - Colin Trescot (Afl., The Rocketing Cost of Defence, 1988)
- The Bill Televisieserie - Majoor Davidson (Afl., Somewhere by Chance, 1989)
- Keeping Up Appearances Televisieserie - De dokter (Afl., Daddy's Accident, 1990)
- The Bill Televisieserie - Mulgrove (Afl., Testimony, 1990)
- Thatcher: The Final Days (Televisiefilm, 1991) - John Gummer
- Waterfront Beat Televisieserie - Commissaris Alan Briscoe (9 afl., 1990-1991)
- Specials Televisieserie - Rol onbekend (Episode 1.2, 1991)
- Agatha Christie's Poirot : One, Two, Buckle My Shoe - Albert Chapman Televisieserie (1992)
- Boon Televisieserie - Henry Maple (Afl., MacGuffin's Transputer, 1992)
- Peak Practice Televisieserie - Pastoor Clement (Afl., Impulsive Behaviour, 1993)
- Century (1993) - Ondervrager
- Murder in Mind (Televisiefilm, 1994) - Mills
- The Brittas Empire Televisieserie - Alan Digby (Afl., High Noon, 1994)
- Ladybird Ladybird (1994) - Advocaat
- Nostradamus (1994) - Paul
- Performance Televisieserie - Thompson (Afl., Message for Posterity, 1994)
- Chandler & Co Televisieserie - Frank Driver (Afl., High Pressure, 1995)
- Casualty Televisieserie - Pastoor Raymond (Afl., Lost Boys, 1995)
- Mercury Televisieserie - Dave Reynolds (Afl. onbekend, 1996)
- Dangerfield Televisieserie - Raadsman Barker (Afl., Behind Closed Doors, 1996)
- Beyond Fear (Televisiefilm, 1997) - Politie-ondervrager
- The Bill Televisieserie - Adam Harkness (Afl., All for Love, 1997)
- Tomorrow Never Dies (1997) - Kapitein - HMS Chester
- Berkeley Square (Mini-serie, 1998) - Richie Scott
- A Christmas Carol (Televisiefilm, 1999) - Mr. Bennett
- Casualty Televisieserie - Simon Reynolds (Afl., Human Traffic, 1999)
- The Canterbury Tales Televisieserie - Saturn (Afl. onbekend, 1998-2000)
- Between Two Women (2000) - Mr. Butterworth, hoofdmeester
- The Thing About Vince (Mini-serie, 2000) - Edward Turton
- Legacy of the Silver Shadow Televisieserie - Det. Hendershot (Afl., The Feral Element, 2002)
- Casualty Televisieserie - Pastoor Gerry Kane (Afl., Hitting Home: Part 1, 2003)
- EastEnders Televisieserie - Mr. Burgress (Episode 2, 4 en 5 november 2004)
- Midsomer Murders Televisieserie - Dominic Jones (Afl., Ghosts of Christmas Past, 2004)
- Heartbeat Televisieserie - Mr. Stevens (Afl., Keeping Secrets, 2006)
- New Tricks Televisieserie - Piers Wheeler (Afl., Spare Parts, 2008)
- A Short Stay in Switzerland (Televisiefilm, 2009) - Zwitserse dokter (Niet op aftiteling)
- Coming Home (Televisiefilm, 2009) - Frank
- A Touch of Frost Televisieserie - Hoofdinspecteur Norman Mullett (42 afl., 1992-2010)
- Doctors Televisieserie - Peter Crossland (Afl., The Trainee: Part 1 & 2, 2010)
- Casualty Televisieserie - Alan Smith (Afl., No Place Like Home, 2010)
- Grantchester (2022) Televisieserie - Clem Preston (S07E05)

- Gemeinsame Normdatei: 1092231994
- International Standard Name Identifier: 0000 0001 1811 3271
- Library of Congress Control Number: no2011040276
- MusicBrainz: 625a33ec-bbf7-4950-9d70-266cc5503a54
- Nationale Bibliotheek van Israël: 987007386251805171
- Virtual International Authority File: 169081142
- WorldCat: E39PBJxMmxV3r6hhGCtT6QQrMP